# Orestias gilsoni
Orestias gilsoni är en fiskart som beskrevs av Tchernavin, 1944. Orestias gilsoni ingår i släktet Orestias och familjen Cyprinodontidae. Inga underarter finns listade i Catalogue of Life.